# Karol Rawiak
Karol Rawiak (ur. 2 kwietnia 1994) – polski siatkarz, grający na pozycji przyjmującego. 

## Sukcesy klubowe
Mistrzostwa Polski Juniorów:
- 2013

Mistrzostwo I Ligi:
- 2014, 2017
- 2015